# Вулиця Миколи Оводова
Вулиця Миколи Оводова — одна з вулиць міста Вінниця. Названа на честь міського голови Вінниці у 1899-1917 роках Миколи Оводова.

## Опис

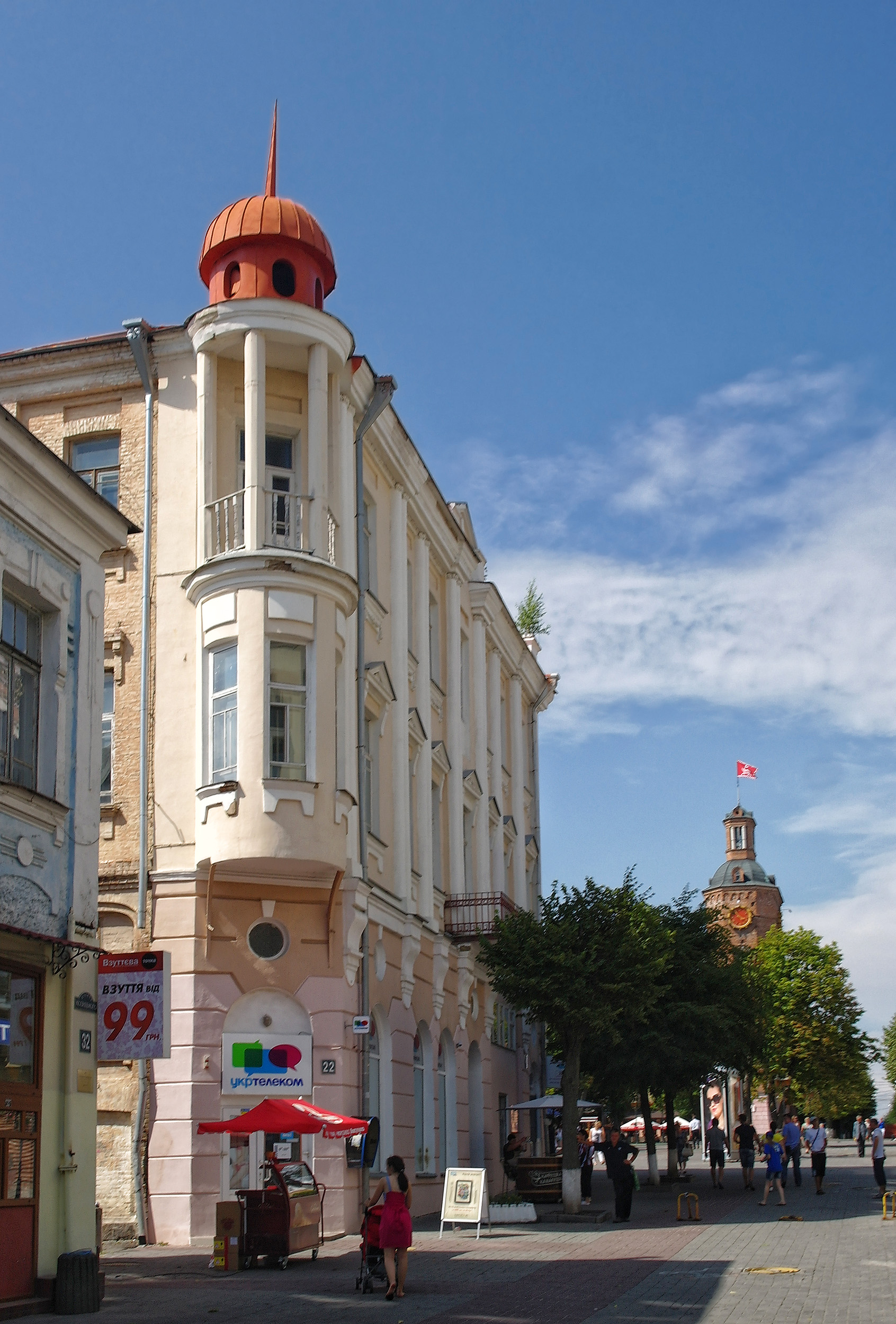
будівля прибуткового будинку на пішохідній частині вулиці

Вулиця обома кінцями впирається в річку Буг. Забудова вулиці змішана, тут є будівлі імперської та радянської епох. Будинок № 1 це маєток одеського купця грека за походженням Камбарі (Кумбари). Від маєтку до річки ведуть гранітні східці, також на схилах розбито парк з оглядовими майданчиками. Вся місцевість (від маєтку до Київського мосту) називається Кумбари (за легендою на честь загиблої дочки купця). На іншому березі знаходиться храм Ксенії Петербурзької із парком довкола. В маєтку розташовано дитячий лікувальний заклад.
Трохи далі вниз по вулиці Європейська площа зі сквером. Тут знаходиться стара водонапірна башта з музеєм воїнів-афганців, меморіал загиблих воїнів із вічним вогнем, фонтан, кінотеатр «Родина»(Будинок 41) та сучасні торгово-розважальний центр і магазини.
Будинок № 22 в минулому прибутковий будинок з готелем та рестораном купця Авраама Мар'янчика. Збудований на початку ХХ століття за проектом Григорія Артинова. Після Великої вітчизняної війни в ньому розміщувався Палац піонерів, пізніше — телеграф. З 1997 року будинок має статус пам'ятки місцевого значення.
Перетинаючи центральну вулицю міста Соборну, стрімко збігає до Бугу і закінчується Староміським мостом. Саме на цьому перехресті і знаходиться міськвиконком (в народі званий «Акваріум» через свої скляні стіни).
Частина вулиці є пішохідною.
Вулиці, що пересікають вулицю Оводова:
- Вулиця Магістратська
- Вулиця Грушевського
- Вулиця Соборна
- Вулиця Князів Коріатовичів

## Історія
До радянських часів вулиця мала назву Театральна. За радянських часів і до 2015 року вулиця називалася вулицею Козицького.

## Галерея

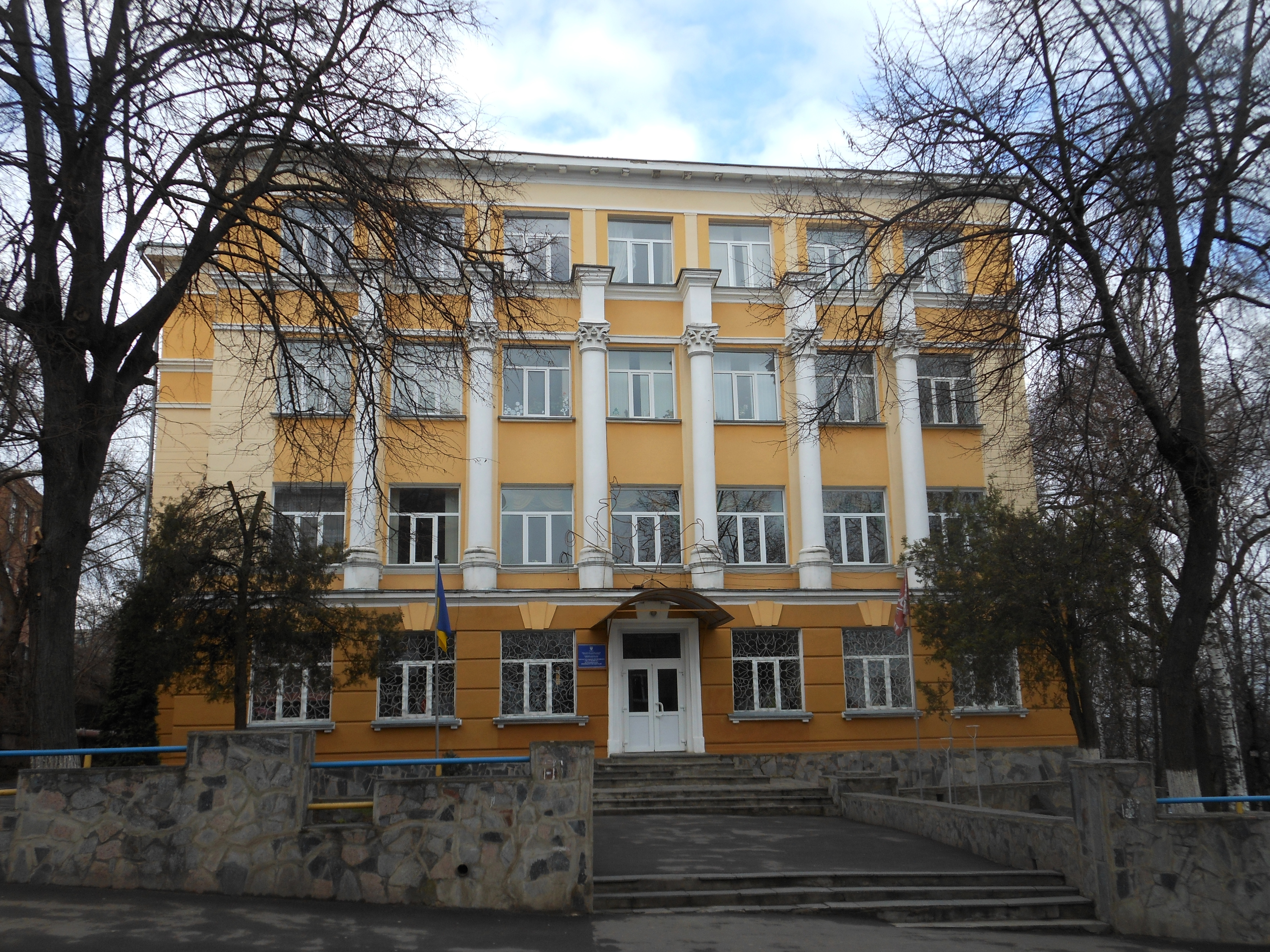
№ 2 – школа № 3, 1936 р., типовий проєкт
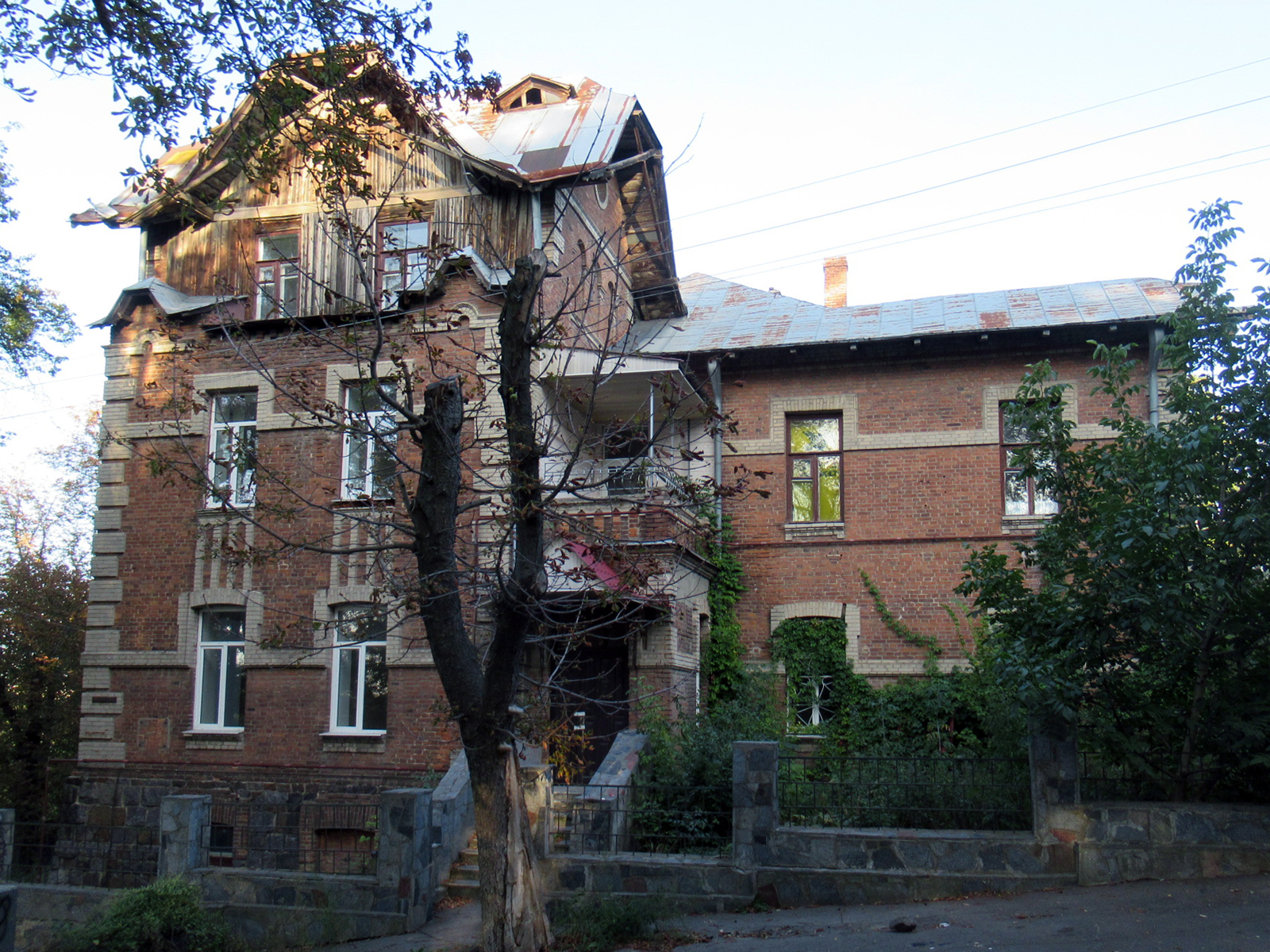
№ 11
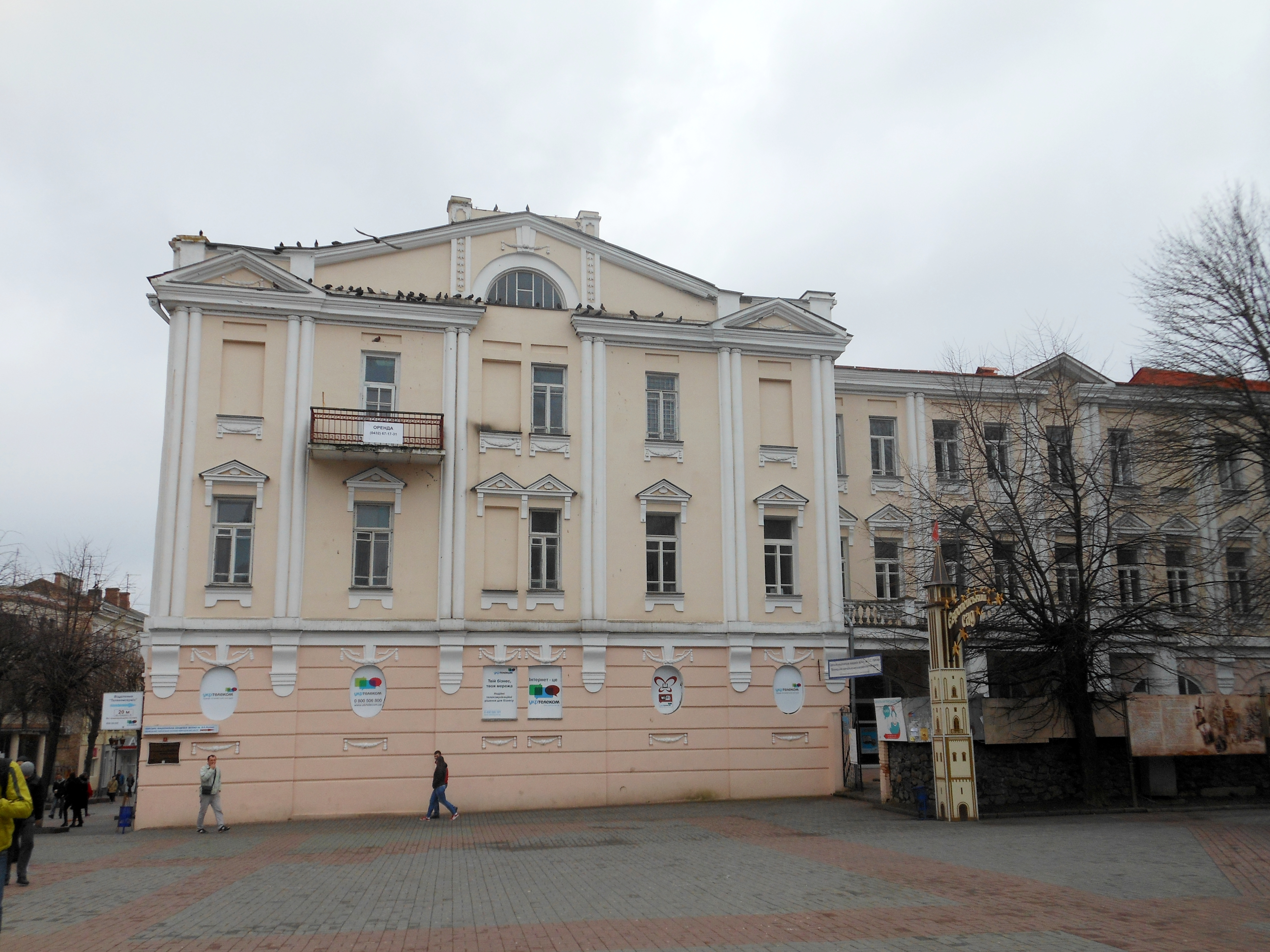
№ 22
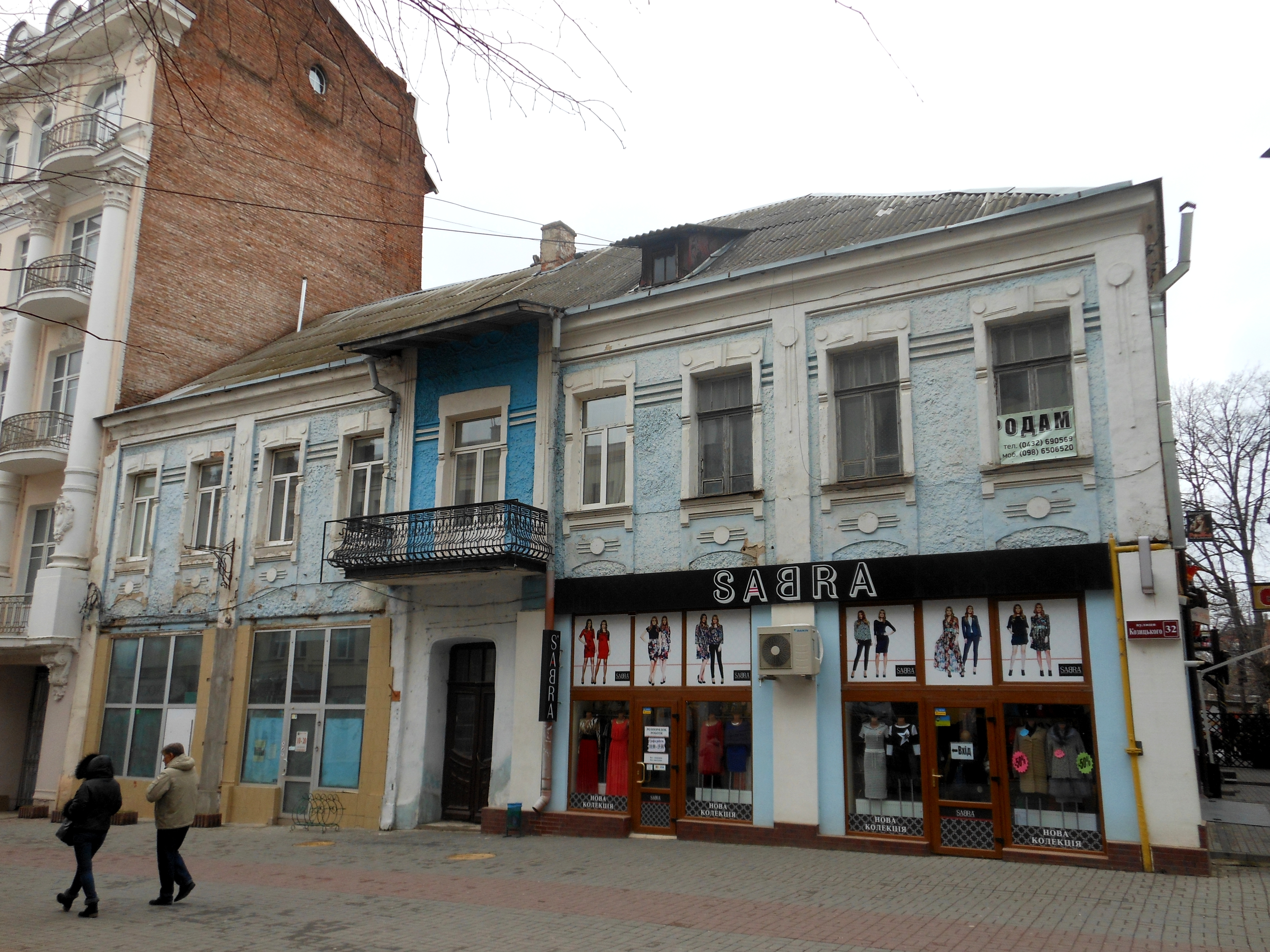
№ 32
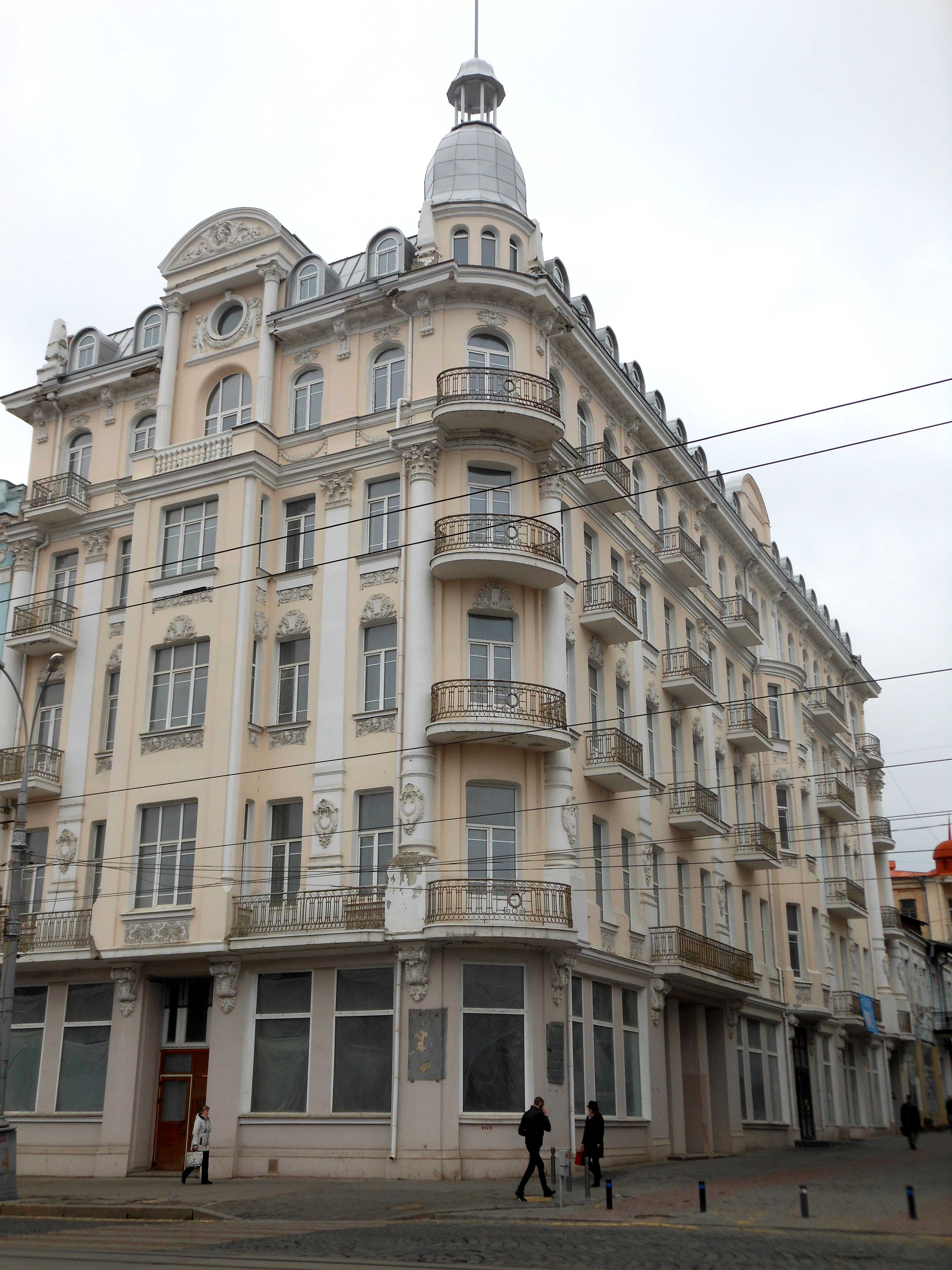
№ 36 – готель «Савой»
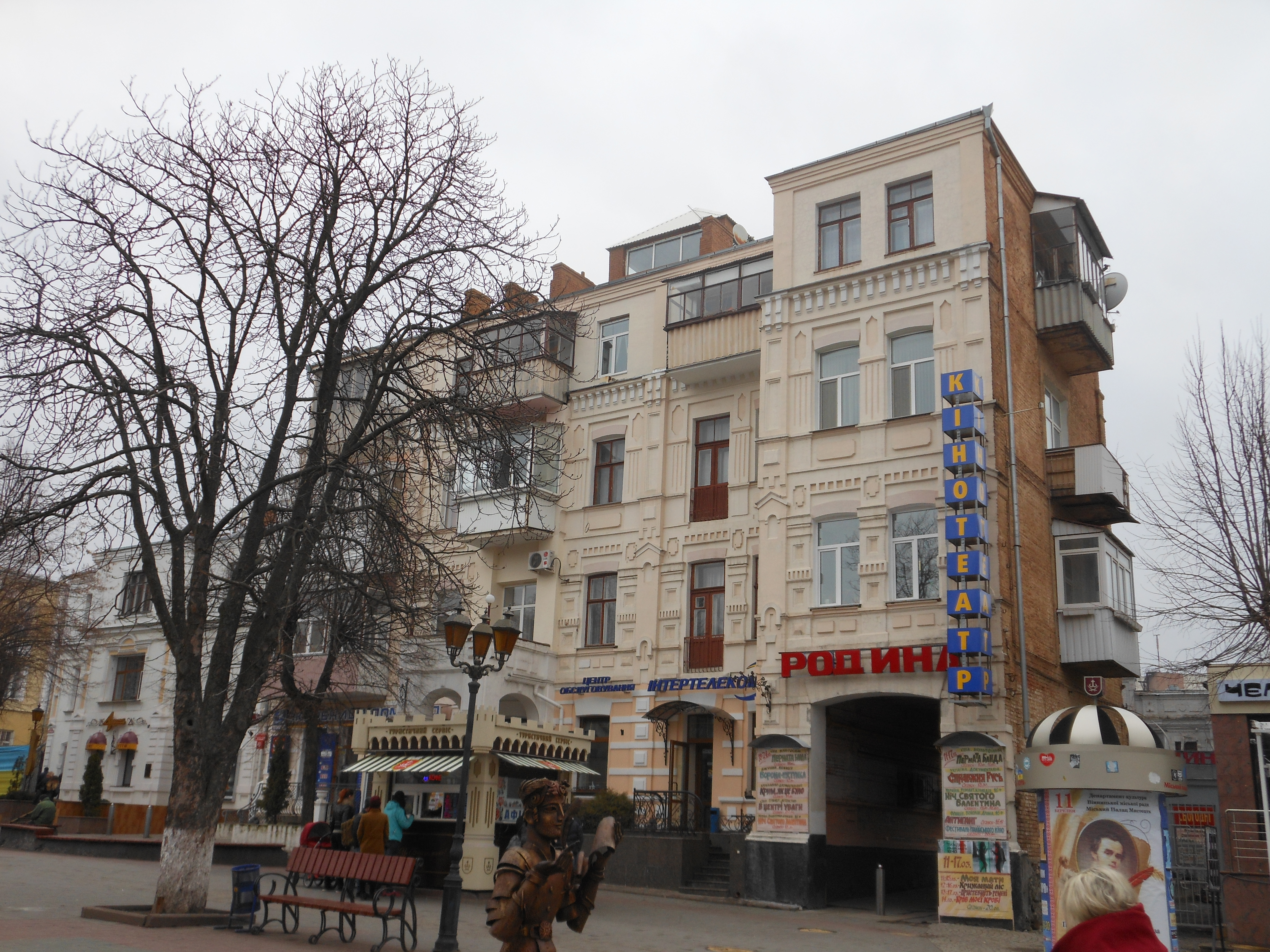
№ 41 – кінотеатр